# Everlong
«Everlong» (укр. Вічність) — другий сингл з альбому рок-гурту Foo Fighters The Colour and the Shape, що вийшов 1997 року.

## Про пісню
Дейв Ґрол провів різдвяні свята 1997 року у Вірджинії, в будівлі своєї матері, де зустрів свого знайомого Джеффа Тернера з місцевого гурту Gray Matter, який запросив фронтмена Foo Fighters до своєї студії WGNS. Ґрол з радістю погодився на пропозицію, самотужки записавши демоверсії двох нещодавно написаних пісень — «Walking After You» та «Everlong». За словами Ґрола, саме акордова прогресія до «Everlong» найкращим чином відображала його емоційний стан. До того ж під впливом продюсера Ґіла Нортона музикант чи не вперше наважився писати тексти на теми, які його дійсно хвилювали, хоча він раніше не казав про це вголос. Чорнову версію «Everlong» Ґрол показав музикантам Sonic Youth Кім Гордон та Терстону Муру, бо вбачав там можливий плагіат, але ті, навпаки, були приємно вражені новим треком та заохотили Ґрола додати його в останній момент до майже готового альбому.
Пісня виконується в гітарному строї Drop D. Дейв Ґрол створив її протягом 45 хвилин, надихаючись композицією «Schizophrenia» з репертуару Sonic Youth. Текст відображає його почуття до коханої дівчини, яка настільки близька до нього, що вони навіть співають разом. Вважається, що вона присвячена гітаристці гурту Veruca Salt Луїзі Пост, з якою у Ґрола були романтичні стосунки після розлучення. Пост виконала гармонії у приспіві, зателефонувавши в студію, бо знаходилася в іншому місті, а також записала секцію із шепотом в середині пісні, яку потім Ґрол переписав зі своїм текстом. «Everlong» побудована за типовою для Foo Fighters схемою, поєднуючи спокійний куплет та енергійний приспів.
«Everlong» стала другим синглом з альбому, вийшовши в серпні 1997 року. Вона стала ще більш популярною, ніж перший сингл «Monkey Wrench», та піднялася на четверту сходинку в американському пісенному чарті. Дейв Ґрол визнавав, що пісня здавалася йому дійсно непоганою, однак навіть він не очікував, що в майбутньому саме з нею будуть асоціювати його гурт. Вона посіла незмінне місце в сет-листах гурту, у звичайному електричному та акустичному виконанні, а також неодноразово потрапляла до саундтреків до фільмів та серіалів, серед яких «Друзі», «Вовк з Волл-стріт» та «Ніккі-диявол молодший».
Кліп «Everlong», знятий французьким режисером Мишелем Ґондрі, було номіновано на отримання премії MTV Video Music Awards 1998. Події розгортаються у спальній кімнаті, де подружня пара у виконанні Дейва Ґрола та Тейлора Гокінса, переодягненого в його дружину, лежить в ліжку та бачить два різних сни. В обох сновидіннях персонаж Ґрола рятує дівчину від нападу «тедді-боїв», яких грають Пет Смір та Нейт Мендел. У кінці кліпу персонажі перетворюються на справжніх учасників Foo Fighters та грають останній приспів. 1998 року кліп «Everlong» отримав три номінації MTV Video Music Award, але програв в усіх трьох: кращим рок-відео було визнано «Pink» гурту Aerosmith, нагороду за візуальні ефекти отримав кліп Мадонни «Frozen», а відзнака за найкращу артрежисуру дісталася «Bachelorette» Б'єрк.
«Everlong» увійшла до списку 500 найкращих пісень усіх часів за версією журналу Rolling Stone. На думку редакції, пісня стала «пам'ятником епохи альтернативного року» та «квазі-офіційним посланцем поп-культури», неодноразово з'являючись в популярних серіалах або телевізійних шоу. Оглядач GQ назвав її найкращою рок-піснею про кохання, а журналіст Spin зізнався, що любить її більше за будь-яку пісню Nirvana. Ведучий нічного шоу Девід Леттерман назвав «Everlong» «улюбленою піснею улюбленого гурту»: Foo Fighters виконували її у його програмі п'ять разів, в тому числі під час прощального ефіру телеведучого.